# Дік Генлі (плавець)
Дік Генлі (англ. Dick Hanley, 19 лютого 1936) — американський плавець.
Призер Олімпійських Ігор 1956 року.